# Potocki III
Potocki III (Potocki Hrabia III) – polski herb szlachecki, hrabiowska odmiana herbu Pilawa.

## Opis herbu

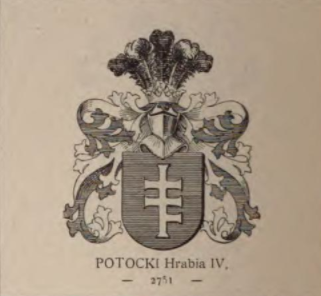
Herb Potocki III według Juliusza Ostrowskiego, Księga herbowa rodów polskich. Warszawa 1897 r.

### Opis historyczny
Juliusz Ostrowski blazonuje herb następująco:

W polu błękitnem — półtrzecia krzyża srebrne. Nad hełmem w koronie pięć piór strusich: dwa srebrne pomiędzy błękitnemi. Labry błękitne podbite srebrem.

### Opis współczesny
Opis skonstruowany współcześnie brzmi następująco:
Na tarczy o polu błękitnym półtrzeciakrzyż srebrny.
Nad tarczą korona hrabiowska.
W klejnocie pięć piór strusich, skrajne srebrne, następne błękitne i środkowe srebrne.
Labry herbowe błękitne, podbite srebrem.

## Geneza
Odmiana herbu Pilawa, przysługująca wielkopolskiej gałęzi Potockim. Herb ten wraz z hrabiowskim tytułem otrzymał Bolesław Potocki w dniu 6 maja 1890 r., od papieża Leona XIII.

## Herbowni
Potocki.